# Michele Boldrin
Michele Boldrin (Padua, 20 de agosto de 1956) es un economista italiano naturalizado estadounidense.

## Biografía
Nacido en Padua, fue jefe de la secretaría provincial veneciana de los jóvenes comunistas italianos, en 1982, se graduó en economía y comercio por la Universidad Ca' Foscari de Venecia.
En 1987, obtuvo el Doctorado bajo la supervisión de Lionel W. McKenzie, de la Universidad de Rochester.
Trabajó en la Universidad de Chicago de 1986 a 1987, la UCLA (1987-1994), la J.L. Kellogg Graduate School of Management (1990-1994), la Universidad Carlos III de Madrid (1994-1999) y University of Minnesota (1999-2006).
Desde el otoño de 2006 trabajó en la Facultad de Economía de la Universidad Washington en St. Louis y como investigador en el Banco de la Reserva Federal de St. Louis.
Es miembro de la Sociedad Econométrica y Becario de Investigación del Centre for Economic Policy Research en Londres.
Fue editor o editor asociado de varias revistas internacionales, incluyendo Econometrica, la Revista de Dinámica Económica y de la International Economic Review. De 2006 a 2007 trabajó en los blogs de economistas Contra el Monopolio, y desde 2006 es el editor de noiseFromAmeriKa, un blog de economía y política, creada por un grupo de italianos economistas emigrados a los Estados Unidos. En 2008, también ha trabajado con el sitio italiano de economía lavoce.info.
El 9 de enero de 2009 fue uno de los firmantes (junto con los ganadores del premio Nobel Vernon Smith, James M. Buchanan y Edward Prescott, y muchos otros economistas) de la apelación, promovida por el Instituto Cato, dirigida al presidente de los Estados Unidos, Barack Obama, para expresar su oposición a las políticas neo-keynesianas de economía promovidas por la nueva administración. La apelación apareció en el espacio dedicado a los contenidos pagados de varios periódicos americanos (New York Times, Washington Post, etc).
Entre 2009 y 2012 ha participado varias veces en el talk show político Ballarò en RaiTre. Desde 2009, interviene con frecuencia como comentarista en el programa económico de la Radio 2 Carterpillar.
En 2010, con Alberto Bisin, Sandro Brusco, Andrea Moro y Giulio Zanella, con los que coopera en el blog noiseFromAmeriKa, ha publicado el libro Tremonti, Instrucciones para el desuso, el cual tiene como objetivo refutar las tesis del Ministro de economía y finanzas, Giulio Tremonti, tanto desde el punto de vista metodológico, como desde el puramente económico. El 4 de junio de 2010, cuatro de los cinco autores, incluyendo Boldrin, han presentado el libro en el Festival de la economía de Trento. Durante el Festival de la Economía de Trento, se llevó a cabo en el mismo día, la presentación de Contra el Monopolio Intelectual. Desde 2011, es columnista para el diario económico il Fatto Quotidiano.
Funda, con Sandro Brusco, Andrea Moro, Luigi Zingales, Oscar Giannino, Carlo Stagnaro y Alessandro De Nicola, Detener el declive, un movimiento nacido de la convergencia de ideas económico-políticas comunes a los miembros que participan en el partido Detener el declive que se presentó en las elecciones italianas de los días 24 y 25 de febrero de 2013. El 12 de mayo de 2013, durante el congreso nacional del partido, fue elegido líder de FID.
El 17 de abril de 2014 fue nominado oficialmente para las elecciones europeas de 2014 (Italia) como líder de elección europea en el distrito de Italia nororiental (que incluye los 14 distritos electorales de Emilia Romagna, Friuli-Venezia Giulia, Trentino-Alto Adige y Veneto). Sin embargo, con 6.929 votos y el 0.7% del electorado no es elegido.
Desde 2017 es profesor de economía de riesgo y seguros en la Universidad Ca Foscari de Venecia.

## Investigación
Sus estudios tratan de la teoría del crecimiento económico, el progreso tecnológico y la macroeconomía en general.
En colaboración con David K. Levine, ha examinado el papel desempeñado por los mercados competitivos, en comparación con los de monopolio. Sobre la base de argumentos teóricos y empíricos, Boldrin sugiere que la solución correcta para el problema de la propiedad intelectual no es su protección a través de patentes y derechos de autor, sino el enfoque hacia la competencia en la reproducción, la distribución y la circulación de cualquier obra de la inteligencia. Boldrin no cree, sin embargo, eficiente un sistema en el que las patentes y los derechos de autor están ausentes, aunque cree necesarias a leyes diferentes de las actuales.
Su Índice H es igual a 37 según el sitio web de los Mejores Científicos Italianos.

## Publicaciones
- General Equilibrium, Growth and Trade II: Essays in Honor of Lionel W. McKenzie (a cura di, con R. Becker, R. Jones e W. Thomson), New York, Academic Press, 1993.
- Human Capital, Trade and Financial Development in Rapidly Growing Economies: From Theory to Empirics (a cura di, con Been-Lon Chen e Ping Wang), Kluwer Publ. Co., 2004
- Against Intellectual Monopoly (con David K. Levine), Cambridge University Press, 2008.
- Tremonti, Istruzioni per il disuso (con Alberto Bisin, Sandro Brusco, Andrea Moro e Giulio Zanella), Napoli, L'Ancora del Mediterraneo, 2010. ISBN 978-88-8325-263-1
- Abolire la proprietà intellettuale, M. Boldrin e D.K.Levine, Bari, Gius. Laterza & Figli, prima edizione, 2012.